# 맛상
《맛상》(일본어: マッサン)은 2014년 9월 29일부터 2015년 3월 28일까지 방송된 NHK 연속 TV 소설의 제91시리즈 작품이다.

## 기획·제작
아침 드라마 사상 처음이 되는 순 외국인 여주인공의 이야기가 된다.
다이쇼 시대, 위스키 만들기에 정열을 불태우는 주조업 아들이 홀로 스코틀랜드에 간다. 거기서 만난 스코틀랜드인 여성과 아들이 절반 정도 사랑의 도피 상태로 국제 결혼을 하는 것에서 이야기가 시작된다. 여주인공은 일본과 스코틀랜드의 문화 차이에 당황하면서도, 일본 독특의 〈오모테나시 문화〉를 알게 되고, 일본인의 미덕도 배워, 〈친일가〉로서 성장해 간다. 본작의 모델이 되는 인물은 닛카 위스키 창업자인 타케츠루 마사타카와 그 아내 리타(제시 로베르타 코완)이다. 타이틀 〈맛상〉은 리타가 마사타카를 그렇게 부른 것에 연관되어 있다.
무대지는 오사카부의 스미요시·야마자키, 홋카이도의 요이치, 히로시마현의 타케하라, 스코틀랜드의 글래스고가 예정되어 있다.
2014년 5월 7일에 시즈오카·오오이가와 철도 로케에서 크랭크 인했다.

### 출연자 선정에 관해서
본작의 여주인공 선정에 대해서는 오디션을 행하나, 그것에 임해, 사쿠라이 겐(제작 총괄 프로듀서)은 〈여주인공의 연령은 25 ~ 40세〉라는 사실상의 설정 연령 제한을 정하는 동시에, 〈원칙으로서 백인 여성을 기본으로 해, 유럽·미국 문화에서 자란 사람을 바라지만, 하프·쿼터를 포함해 국적이나 배우 캐리어의 유무는 묻지 않는다〉라고 했다. 또 이야기에 스코틀랜드의 민요가 키워드가 되는 것으로부터 〈노래에 자신이 있는 사람〉도 조건으로 바랐다. 그러나, 대상은 이미 연예 사무소 등에 소속하는 프로, 혹은 프로를 목표로 하는 자로, 일반으로부터의 접수는 받지 않고, 일반으로부터도 모집한다고 하는 오해를 NHK 오사카의 이미지 캐릭터에 의한 트위터에서 부정하고 있다.
2014년 3월 4일에 주역인 카메야마 마사하루 역을 타마야마 테츠지가, 아내인 카메야마 에리 역을 샬럿 케이트 폭스가 각각 연기하는 것이 발표되었다.
2014년 4월 16일에 추가 캐스트가 발표되었다.

### 로케이션 장소

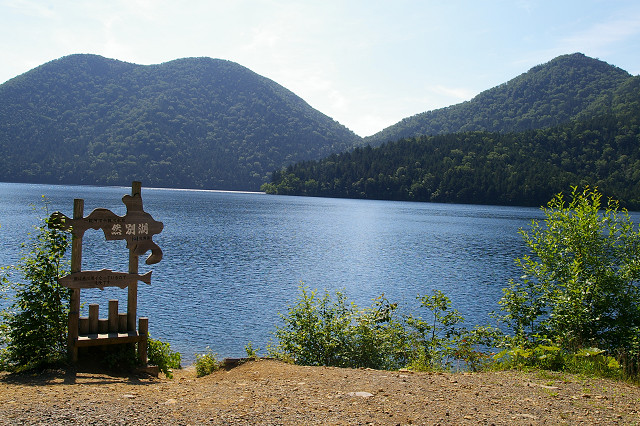
홋카이도 시카오이 정·시카리베츠코 (스코틀랜드의 장면 중 일부로 사용)
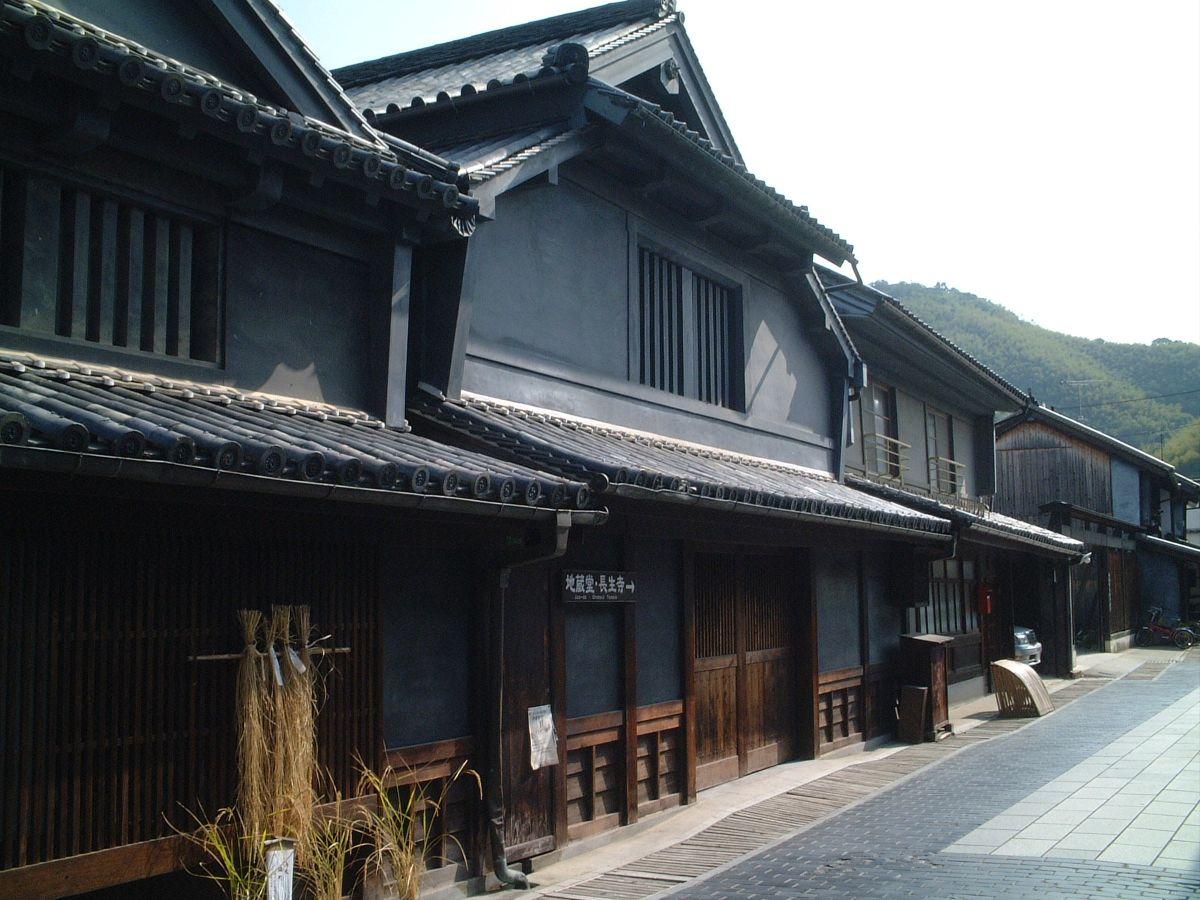
히로시마 현 타케하라 시·타케츠루 주조 (카메야마 주조 로케이션 장소)
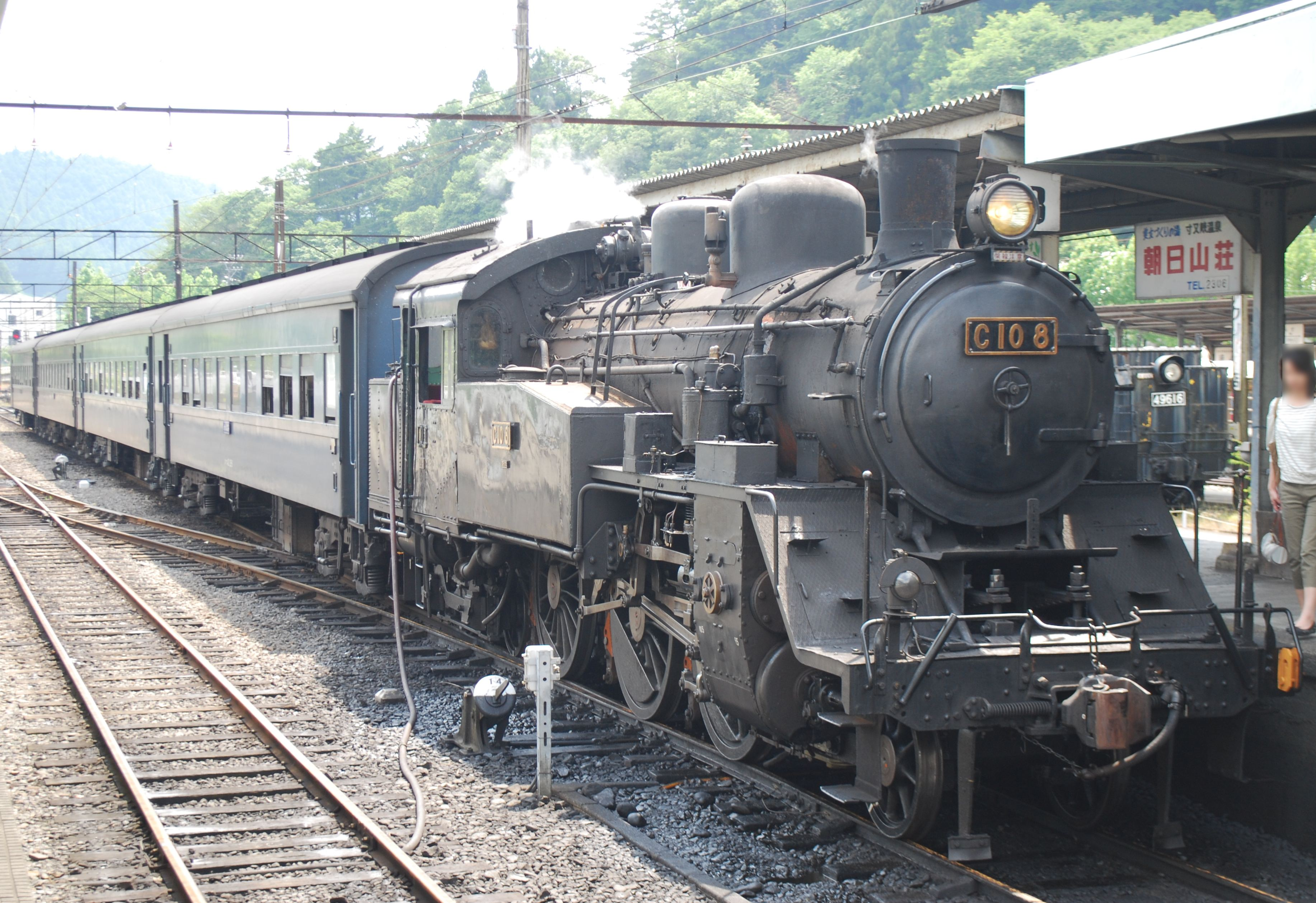
시즈오카 현·오오이가와 철도 동태 보존 증기 기관차 C10 8 (주인공들의 히로시마 귀향 시의 로케이션에 사용)
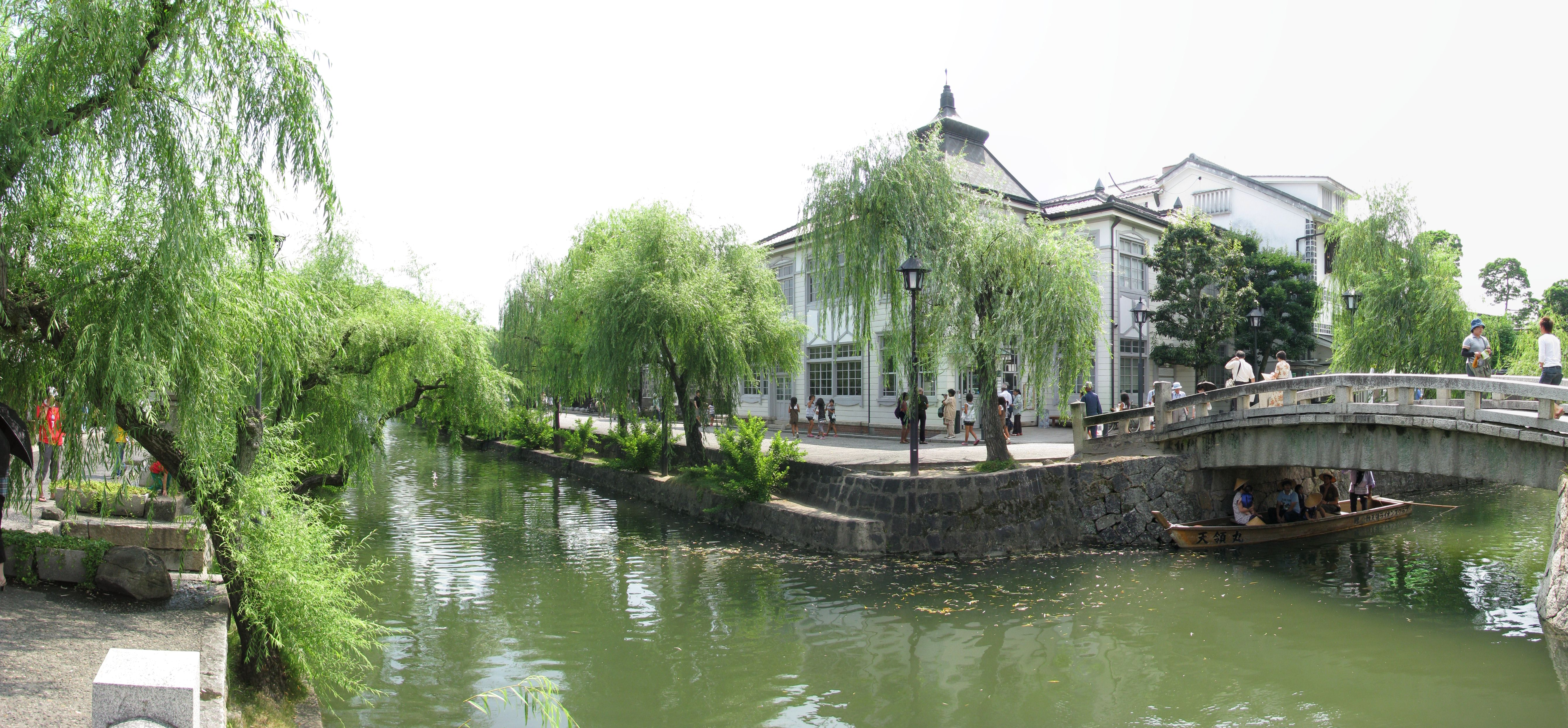
오카야마현·쿠라시키 미관 지구 (오사카 거리 일부로 사용)
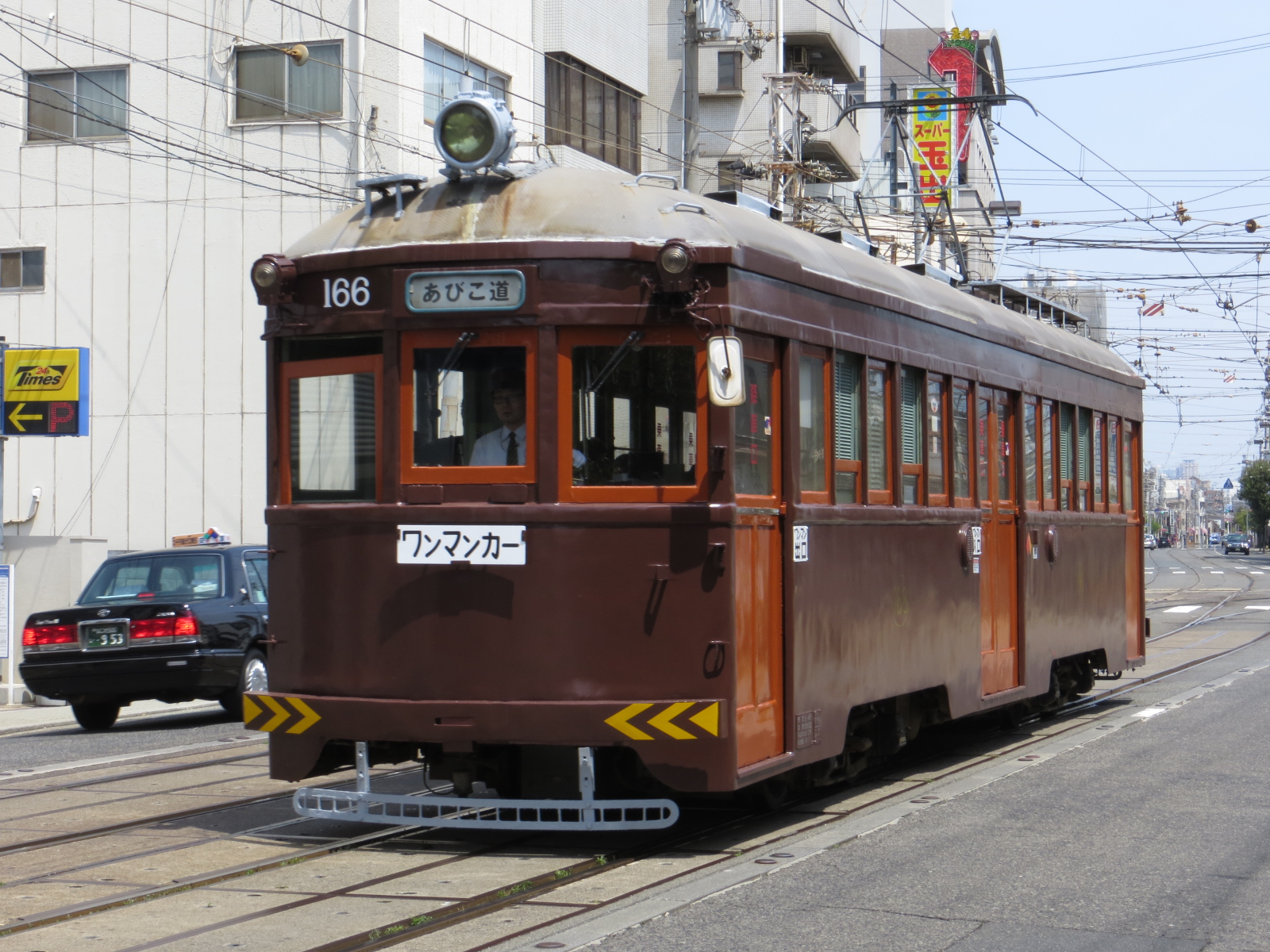
한카이 전기 궤도 《맛상》 래핑 광고 전차에 사용되고 있는 정기 운용이 있는 전차로서는 국내 현역 최고인 모 161형 전차

## 등장인물

### 주인공과 그 가족
카메야마 마사하루 - 타마야마 테츠지 (소년 시절:칸자키 사쿠야/청년 시절:난부 소타)
본작의 주인공.
카메야마 에리 - 샬럿 케이트 폭스 (어린 시절:에마 번즈) (일본어 더빙:츠네마츠 아유미)
본작의 여주인공.
카메야마 에마 - 키나미 하루카 (어린 시절:스미다 모에노/15 ~ 18세:유키 미오)
마사하루와 에리의 장녀.
오카자키 사토루→카메야마 사토루 - 이즈미사와 유키 (소년 시절:무카이 스즈토)

### 히로시마·타케하라 사람들

#### 카메야마가(家) 사람들
히로시마 현 타케하라에서, 대대로 술집 〈카메야마 주조〉를 경영하고 있다.
카메야마 사나에 - 이즈미 핑코
마사하루의 어머니.
카메야마 마사시 - 마에다 긴
마사하루의 아버지.
오카자키 치카코 - 니시다 나오미
마사하루의 누나.
카메야마 스미레 - 하야미 아카리
마사하루의 여동생.
시마지이 - 타카하시 겐타로
〈카메야마 주조〉의 지배인.
토시오 - 야시마 노리토
〈카메야마 주조〉의 직원.

#### 그 외의 히로시마·타케하라 사람들
오쇼 - 코야마 시게루
타케하라 마을의 장로적 존재.
오카자키 히로코 - 마나베 아즈
치카코의 딸.
오카자키 마사루 - 미야자키 코헤이
치카코의 아들.
오카자키 토오루 - 모리사와 마사하루
치카코의 남편.
산파 - 카와모토 미유키

### 스코틀랜드 사람들

#### 에리의 친가 사람들
헬렌 - 아난다 제이콥스 (일본어 더빙:카마다 코즈에)
에리의 여동생.
윌리엄 - 타쿠마 워런 (일본어 더빙:히가 쿠미코)
에리의 남동생.
로즈메리 - 잉게 무라타 (에리의 어린 시절 로즈메리:킴 마루야마) (일본어 더빙:마츠오카 요코 ※이야기도 겸임)
에리의 어머니.
데이비드 - 마이클 비어드 (일본어 더빙:센다 미츠오)
에리의 작은아버지.
에드워드 - 데이빗먼
에리의 아버지.

#### 그 외의 스코틀랜드 사람들
존스
영국 주일 대사.
조지 - 러셀 토튼
에리의 첫사랑.

### 오사카 사람들

#### 스미요시 주조 사람들
오사카에서 마사하루가 근무하는 양주 메이커 〈스미요시 주조〉.
타나카 다이사쿠 - 니시카와 키요시
사장.
타나카 카요 - 나츠키 요코
다이사쿠의 아내.
타나카 유코→후지오카 유코 - 아이부 사키
다이사쿠와 카요의 딸.
야구치 키요시 - 시라이 아키라
전무.
안도 요시코 - 에구치 노리코
사무원.
이케다 - 마에노 토모야
사원.
마츠바라 - 키우치 요시카즈
사원.
이마이 상점 점주 - 사도야마 요시히사
주주.

#### 카모이 상점 사람들
〈스미요시 주조〉의 거래처인 〈카모이 상점〉. 〈스미요시 주조〉가 제조하는 〈태양 와인〉을 판매 대행한다.
카모이 킨지로 - 츠츠미 신이치 (소년 시절:사카이 쇼타)
사장.
카모이 에이치로 - 아사카 코다이 (소년 시절:미사와 류토)
킨지로의 아들.
카모이 사키 - 츠지 요코
킨지로의 아내로, 에이치로의 어머니.
쿠로사와 - 시가 코타로
카모이의 비서.
아오야마 - 코보리 마사히로
교토 대학 학생.
시라이 - 노기 료스케
개발부장.
콘노 - 성하
선전부.
노리코 - 타지츠 요코
디자인 담당.
오오미야 다이키치 - 오오츠카 노리유키
〈야마자키 양주소〉 직원.
나카무라 - 이케우라 사다유메
〈야마자키 양주소〉 직원.
오노 히로시 - 후타쿠치 다이가쿠
〈야마자키 양주소〉 직원.

#### 식당 〈코히노보리〉 사람들
하루 상 - 오이카와 이조
식당 〈코히노보리〉 점주.
아키 - 시루사
하루 상의 딸.
무네 상 - 히라이 요시유키

#### 노노무라가(家) 사람들
노노무라 시게루 - 카미오 유
가장.
노노무라 유키코 - 아이하라 미카
시게루의 후처.
노노무라 사치코 - 타나카 아오이
장녀.
노노무라 나츠 - 요시다 하루
차녀.
사치코의 어머니 - 카미지마 사키코
시게루의 전처.
타키 - 미하라 아야
여중.

#### 그 외의 오사카 사람들
모리야 쵸고로 - 나카무라 카츠오
카요의 친아버지로, 〈스미요시 주조〉의 대주주.
캐서린 (타네코) - 하마다 마리
마을 운영 역.
찰리 목사 - 마크 맥크랙큰
캐서린의 남편.
경찰관 - 버펄로 고로 A

요시 - 미시마 유리코
카메야마 부부가 새로 이사한 집의 관리인.
우메코 - 이이지마 준코
카메야마 부부가 새로 이사한 집 근처에 사는 주민.
신 짱 - 이토 엔마
우메코의 남편.
켄타 - 이나다 토아
우메코의 아들.
모모코 - 치순
카메야마 부부가 새로 이사한 집 근처에 사는 주민.
사사즈카 - 오카모토 노부토
〈스미요시 주조〉가 거래하는 〈나미하나 은행〉의 부장.
사도 - 사가와 미츠오
동제품을 제작하는 노포 공장 〈사도 제작소〉의 사장.
후지오카 지로 - 야마무라 켄노스케
〈나미하나 은행〉의 은행원으로, 〈카이운 회사〉 사장의 차남.
후지오카 쇼타로 - 쿠니히로 토미유키
〈카이운 회사〉의 사장으로, 지로의 아버지.
누마타 - 니와 츠토무
〈태양 와인〉의 포스터를 촬영하는 카메라맨.
미도리 - 야나기 유리나
〈태양 와인〉의 포스터 모델.
나베시마 - 쿠니키다 캇파
〈태양 와인〉을 선전하는 친돈야.
젊은 여주인 - 니시무라 아야코
요정 〈와카마츠야〉의 주인.
야마노우치 - 난죠 코키
〈시마다 물산〉의 전무.
나카무라야 점주 - 코마츠 타케요시

가주 - 우나바라 카나타

와타리 요시토시 - 올 한신
실업가.

### 홋카이도 사람들

#### 모리노가(家) 사람들
모리노 쿠마토라 - 카자마 모리오
청어 어부로, 선주.
모리노 하나→야자와 하나 - 코이케 에이코 (소녀 시절:아라타 유라)
쿠마토라의 딸. 직업은 초등학교 교사.
모리노 카즈마 - 호리이 아라타
쿠마토라의 아들.
모리노 시노 - 이이즈카 료코
쿠마토라의 아내로, 스스무의 누나.

#### 나카지마가(家) 사람들
나카지마 사부로 - 누쿠미즈 요이치
이발사.
나카지마 치에 - 사카이 와카나
사부로의 아내.
나카지마 요시에 - 하야시 나츠카→우에노 코코
사부로의 딸로, 에마의 동급생.

#### 홋카이도 과즙 공장 직원들
후쿠다 에이치 - 무라카미 카즈

타나카 마츠 - 니시무라 요리코

엔도 치카 - 아베 히로카

나카무라 미키 - 호리우치 케이코

나카무라 히데코 - 쿠로시마 유이나
미키의 딸.

#### 그 외의 홋카이도 사람들
니시다 스스무 - 호타루 유키지로
쿠마토라의 의제.
타케이 - 키타하라 마사키
요이치의 청어 어부.
청어 어부들 - 아베 타츠오, 하세가와 야스시

스기모토 타케시 - 무카이 유고
에마의 초등학교 시절 동급생.
미츠루 - 니노미야 히카루
에마의 초등학교 시절 동급생.
타케시의 아버지 - 쿠보타 히로시

사이토 선생님 - 쿠스미 카오루
에마의 초등학교 학급 담임.
카와카미 카즈에 - 아마미 유키
에리의 주치의.

### 그 외의 사람들
운송업자 - 토다 쿠니야스

우편 배달원 - 타카스기 요시유키

## 스태프
- 각본 - 하바라 다이스케
- 음악 - 후키 하루미
- 주제가 - 나카지마 미유키 〈보리 노래〉
- 각본 협력 - 츠보타 후미, 사카구치 리코
- 타이틀 제작 - 세키 카즈아키
- 제작 통괄 - 사쿠라이 켄
- 프로듀스 - 야마모토 아키히사
- 연출 - 노다 유스케, 카지와라 토키, 사사키 요시하루, 와타나베 테츠야, 오자키 히로카즈, 나카노 료헤이, 세키 토모타로
- 이야기 - 마츠오카 유코
- 위스키 고증·감수 - 츠치야 마모루

## 방송 일자
- 부제가 속담이다.

| 주                                                          | 회      | 방송일                     | 부제                                                                                         | 연출                        |
| ----------------------------------------------------------- | ------- | -------------------------- | -------------------------------------------------------------------------------------------- | --------------------------- |
| 1                                                           | 01-06   | 2014년 9월 29일 ~ 10월 4일 | 鬼の目にも涙 비정한 사람에게도 때로는 눈물이 있다                                            | 노다 유스케                 |
| 2                                                           | 07-012  | 10월 6일 ~ 10월 11일       | 災い転じて福となす 전화위복                                                                  | 노다 유스케                 |
| 3                                                           | 013-018 | 10월 13일 ~ 10월 18일      | 住めば都 정들면 고향                                                                         | 카지와라 토키               |
| 4                                                           | 019-024 | 10월 20일 ~ 10월 25일      | 破れ鍋に綴じ蓋 짚신도 제짝이 있다                                                            | 노다 유스케                 |
| 5                                                           | 025-030 | 10월 27일 ~ 11월 1일       | 内助の功 내조의 공                                                                           | 카지와라 토키               |
| 6                                                           | 031-036 | 11월 3일 ~ 11월 8일        | 情けは人のためならず 남에게 인정을 베풀면 반드시 내게 돌아온다                               | 사사키 요시하루             |
| 7                                                           | 037-042 | 11월 10일 ~ 11월 15일      | 触らぬ神に祟りなし 자는 벌집 건드린다                                                        | 사사키 요시하루             |
| 8                                                           | 043-048 | 11월 17일 ~ 11월 22일      | 絵に描いた餅 그림의 떡                                                                       | 노다 유스케                 |
| 9                                                           | 049-054 | 11월 24일 ~ 11월 29일      | 虎穴に入らずんば虎子を得ず 위험을 무릅쓰지 않고서는 성과를 얻을 수 없다                      | 카지와라 토키               |
| 10                                                          | 055-060 | 12월 1일 ~ 12월 6일        | 灯台下暗し 등잔 밑이 어둡다                                                                  | 와타나베 테츠야             |
| 11                                                          | 061-066 | 12월 8일 ~ 12월 13일       | 子に過ぎたる宝なし 아이는 인생 최고의 보물                                                   | 노다 유스케                 |
| 12                                                          | 067-072 | 12월 15일 ~ 12월 20일      | 冬来たりなば春遠からじ 겨울이 오면 봄도 멀지 않으리                                          | 사사키 요시하루             |
| 13                                                          | 073-078 | 12월 22일 ~ 12월 27일      | 急いては事をし損じる 급할수록 돌아가라                                                       | 와타나베 테츠야             |
| 14                                                          | 079-084 | 2015년 1월 5일 ~ 1월 10일  | 渡る世間に鬼はない 어디 가나 인정은 있다                                                     | 카지와라 토키               |
| 15                                                          | 085-090 | 1월 12일 ~ 1월 17일        | 会うは別れの始め 회자정리                                                                    | 노다 유스케                 |
| 16                                                          | 091-096 | 1월 19일 ~ 1월 24일        | 人間到る処青山有り 인간도처유청산                                                            | 카지와라 토키               |
| 17                                                          | 097-102 | 1월 26일 ~ 1월 31일        | 負うた子に教えられる 업은 자식에게 배운다                                                    | 와타나베 테츠야             |
| 18                                                          | 103-108 | 2월 2일 ~ 2월 7일          | 遠くて近きは男女の仲 멀고도 가까운 것은 남녀의 사이                                          | 카지와라 토키               |
| 19                                                          | 109-114 | 2월 9일 ~ 2월 14일         | 万事休す 만사휴의                                                                            | 노다 유스케                 |
| 20                                                          | 115-120 | 2월 16일 ~ 2월 21일        | 夏は日向を行け 冬は日陰を行け 여름에는 양지에 가고, 겨울에는 그늘에 가라                     | 오자키 히로카즈             |
| 21                                                          | 121-126 | 2월 23일 ~ 2월 28일        | 物言えば唇寒し秋の風 남의 험담을 한 후에는 자기 자신도 뒷맛이 개운치 않고 씁쓸한 느낌이 든다 | 노다 유스케                 |
| 22                                                          | 127-132 | 3월 2일 ~ 3월 7일          | 親思う心にまさる親心 효심보다는 부모의 마음이 더 깊다                                        | 카지와라 토키               |
| 23                                                          | 133-138 | 3월 9일 ~ 3월 14일         | 待てば海路の日和あり 기다리는 자에게 복이 온다                                               | 나카노 료헤이               |
| 24                                                          | 139-144 | 3월 16일 ~ 3월 21일        | 一念岩をも通す 굳게 먹은 마음은 바위라도 뚫는다                                              | 카지와라 토키 세키 토모타로 |
| 25                                                          | 139-144 | 3월 23일 ~ 3월 28일        | 人生は冒険旅行 인생은 모험 여행                                                              | 노다 유스케                 |
| 평균 시청률 21.1% (시청률은 칸토 지구·비디오 리서치사 조사) |         |                            |                                                                                              |                             |

- 10월 6일은, 태풍 18호의 수도권 직격 위험이 있는 것으로부터, 종합 텔레비전의 일중 방송 프로그램이 전면 변경이 되어, 방송이 중지됐다[12]. 이 때문에, 10월 7일의 방송은 6일분을 포함해 2회 연속으로 방송한다.

## 스핀오프 드라마
NHK BS 프리미엄에서 방송.
전편 《스미레의 가출~사랑하는 자식에겐 여행을 시켜라~》
2015년 4월 25일 20:00 ~ 21:00
후편 《황혼 요시코~여자 셋이 모이면 새 접시를 뒤집어 놓는다~》
2015년 5월 2일 20:00 ~ 21:00

## 수상
- 도쿄 드라마 어워드 2015
  - 연속 드라마 부문·우수상
  - 특별상 (샬럿 케이트 폭스)
- 제40회 엘란도르상
  - 프로듀서상 (사쿠라이 켄)
  - 신인상 (타마야마 테츠지)